# Estación de Krasnodar-I

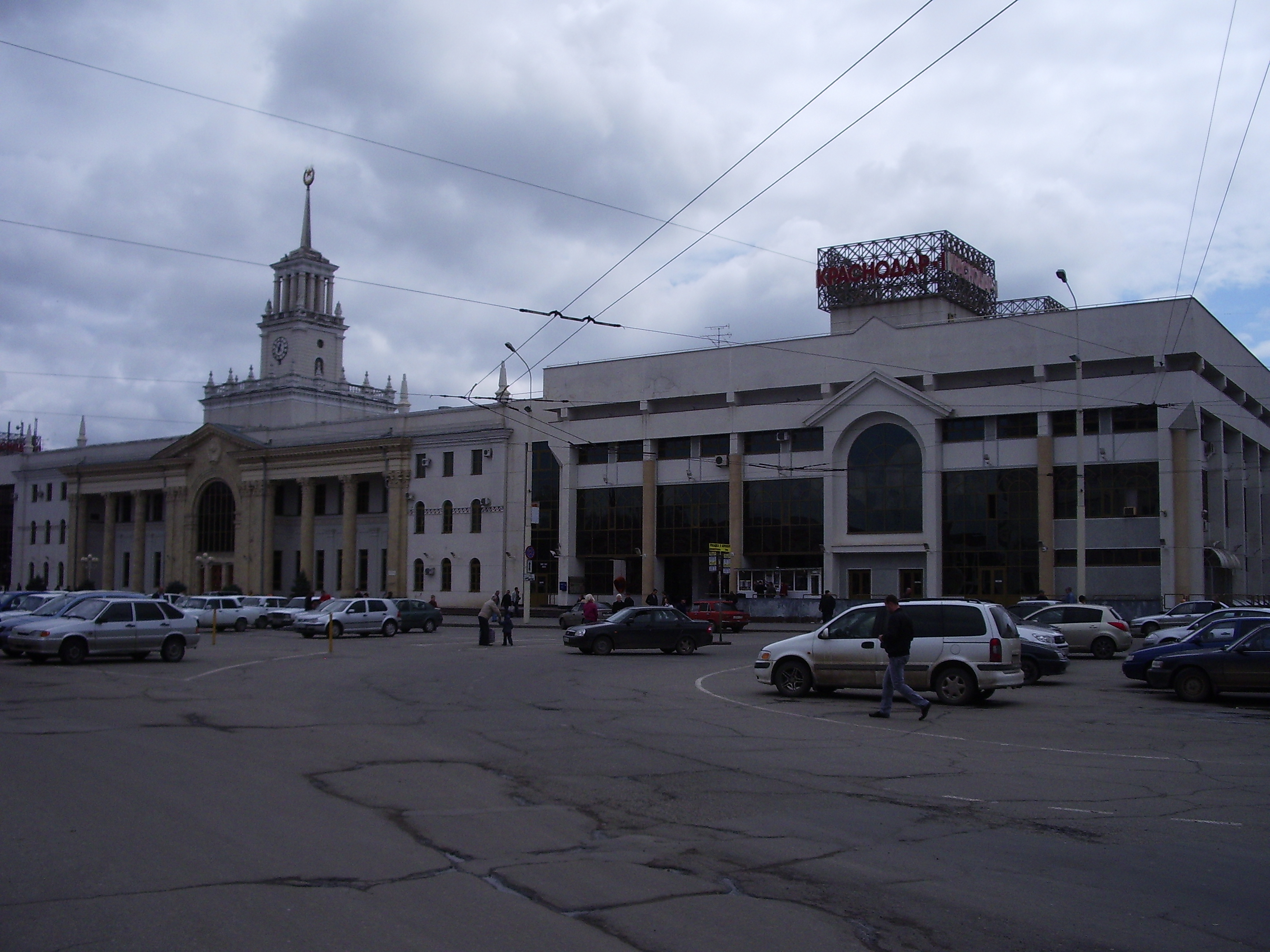
Otra vista de la estación.

La estación de Krasnodar (del ruso: Станция Краснодар-1) es una estación de ferrocarril de la red del ferrocarril del Cáucaso Norte. Está situada en la zona central del distrito Central de la unidad municipal de la ciudad de Krasnodar del krai de Krasnodar del sur de Rusia.
Es también estación de autobuses.

## Historia
Se considera que 1889 es el año de inauguración de la estación de ferrocarril. El edificio de la estación, diseñado por Alekséi Dushkin en 1956, fue reconstruido a principios del siglo XXI, convirtiéndose en la principal estación de ferrocarril del sistema del ferrocarril del Cáucaso Norte, formado en 1918 tras la nacionalización de los ferrocarriles privados de Armavir a Tuapsé y el de Vladikavkaz.
El edificio de la estación de autobuses fue construido en la década de 1950.

## Características
La estación de Krasnodar-I es un nudo entre cinco líneas férreas:
- Krasnodar I — Ust-Labinsk — Kavkázskaya
- Krasnodar I — Korenovsk — Tijoretsk
- Krasnodar I — Timashóvskaya — Starominskaya-Timashóvskaya — Bataisk
- Krasnodar I — Enem I — Goriachi Kliuch — Krivenkovskoye — Tuapsé-Pasazhirskaya
- Krasnodar I — Enem I — Abinsk — Krymsk.

De la estación ferroviaria de la estación Krasnodar-I es posible viajar a cualquier región de Rusia y del extranjero cercano (Bielorrusia, Ucrania, Abjasia). En cuanto al servicio local, desde la estación se puede viajar las localidades cercanas del krai y a ciudades de las regiones vecinas, como Rostov del Don (óblast de Rostov) o Mineralnye Vody (krai de Stávropol).

## Servicio regional de trenes
| Tipo de tren | Ruta                        | Tipo de tren | Ruta                        |
| ------------ | --------------------------- | ------------ | --------------------------- |
| Suburbano    | Armavir — Krasnodar         | Suburbano    | Krasnodar — Armavir         |
| Express      | Armavir — Krasnodar         | Express      | Krasnodar — Armavir         |
| Suburbano    | Vasiúrinskaya — Krasnodar   | Suburbano    | Krasnodar — Vasiúrinskaya   |
| Suburbano    | Kavkázskaya — Krasnodar     | Suburbano    | Krasnodar — Kavkázskaya     |
| Suburbano    | Korenovsk — Krasnodar       | Suburbano    | Krasnodar — Korenovsk       |
| Suburbano    | Krasnodar — Goriachi Kliuch | Suburbano    | Goriachi Kliuch — Krasnodar |
| Suburbano    | Krasnodar — Novorosíisk     | Suburbano    | Novorosíisk — Krasnodar     |
| Express      | Krasnodar — Sochi           | Express      | Sochi — Krasnodar           |
| Express      | Mineralnye Vody — Krasnodar | Express      | Krasnodar — Mineralnye Vody |
| Express      | Rostov — Krasnodar          | Express      | Krasnodar — Rostov          |
| Suburbano    | Starominskaya — Krasnodar   | Suburbano    | Krasnodar — Staromiskaya    |
| Suburbano    | Timashovsk — Krasnodar      | Suburbano    | Krasnodar — Timashovsk      |
| Suburbano    | Tijoretsk — Krasnodar       | Suburbano    | Krasnodar — Tijoretsk       |
| Suburbano    | Ust-Labinsk — Krasnodar     | Suburbano    | Krasnodar — Ust-Labinsk     |

## Servicio de media y larga distancia
En agosto de 2014, en la estación paraban los siguientes trenes:
| Nº de tren             | Ruta                             | Nº de tren             | Ruta                             |
| ---------------------- | -------------------------------- | ---------------------- | -------------------------------- |
| 13                     | Sarátov — Ádler                  | 14                     | Ádler — Sarátov                  |
| 17                     | Kiev — Ádler                     | 18                     | Ádler — Kiev                     |
| 29 "Premium"           | Moscú — Novorosíisk              | 30 "Premium"           | Novorosíisk — Moscú              |
| 35 "Sévernaya Palmira" | San Petersburgo — Ádler          | 36 "Sévernaya Palmira" | Ádler — San Petersburgo          |
| 43 "Chernomorets"      | San Petersburgo — Novorosíisk    | 44 "Chernomorets"      | Novorosíisk — San Petersburgo    |
| 87                     | Nizhni Nóvgorod — Ádler          | 88                     | Ádler — Nizhni Nóvgorod          |
| 103 "Premium"          | Moscú — Ádler                    | 104 "Premium"          | Ádler — Moscú                    |
| 109*                   | Moscú — Anapa                    | 110*                   | Anapa — Moscú                    |
| 115                    | San Petersburgo — Ádler          | 116                    | Ádler — San Petersburgo          |
| 127                    | Krasnoyarsk — Ádler              | 128                    | Ádler — Krasnoyarsk              |
| 129                    | Krasnoyarsk — Anapa              | 130                    | Anapa — Krasnoyarsk              |
| 205*                   | Irkutsk — Anapa                  | 206*                   | Anapa — Irkutsk                  |
| 229*                   | Severobaikalsk — Anapa           | 230*                   | Anapa — Severobaikalsk           |
| 235*                   | Tynda — Anapa                    | 236*                   | Anapa — Estación de Tynda        |
| 237*                   | Moscú — Anapa                    | 238*                   | Anapa — Moscú                    |
| 241*                   | Irkutsk — Ádler                  | 242*                   | Ádler — Irkutsk                  |
| 243*                   | Novokuznetsk — Anapa             | 244*                   | Anapa — Novokuznetsk             |
| 249*                   | Novokuznetsk — Ádler             | 250*                   | Ádler — Novokuznetsk             |
| 251*                   | Barnaúl — Ádler                  | 252*                   | Ádler — Barnaúl                  |
| 255*                   | Novosibirsk — Anapa              | 256*                   | Anapa — Novosibirsk              |
| 259*                   | San Petersburgo — Anapa          | 260*                   | Anapa — San Petersburgo          |
| 269*                   | Blagovéshchensk — Ádler          | 270*                   | Ádler — Blagovéshchensk          |
| 273*                   | Severobaikalsk — Ádler           | 274*                   | Ádler — Severobaikalsk           |
| 281*                   | Cherepovets — Ádler              | 282*                   | Ádler — Cherepovets              |
| 283*                   | Moscú — Ádler                    | 284*                   | Ádler — Moscú                    |
| 285*                   | Múrmansk — Novorosíisk           | 286*                   | Novorosíisk — Múrmansk           |
| 301                    | Minsk — Ádler                    | 302                    | Ádler — Minsk                    |
| 305                    | Moscú — Sujumi                   | 306                    | Sujumi — Moscú                   |
| 325                    | Perm — Novorosíisk               | 326                    | Novorosíisk — Perm               |
| 335                    | Nizhni Taguil — Novorosíisk      | 336                    | Novorosíisk — Nizhni Taguil      |
| 339                    | Nizhni Nóvgorod — Novorosíisk    | 340                    | Novorosíisk — Nizhni Nóvgorod    |
| 343                    | Cheliábinsk — Ádler              | 344                    | Ádler — Cheliábinsk              |
| 345                    | Nizhni Taguil — Ádler            | 346                    | Ádler — Nizhni Taguil            |
| 353                    | Perm — Ádler                     | 354                    | Ádler — Perm                     |
| 359                    | Kaliningrado-Pasazhirski — Ádler | 360                    | Ádler — Kaliningrado-Pasazhirski |
| 375                    | Gómel-Pasazhirski — Ádler        | 376                    | Ádler — Gómel-Pasazhirski        |
| 377*                   | Moscú — Novorosíisk              | 378*                   | Novorosíisk — Moscú              |
| 389                    | Minsk — Anapa                    | 390                    | Anapa — Minsk                    |
| 399                    | Tomsk — Anapa                    | 400                    | Anapa — Tomsk                    |
| 453*                   | Ufá — Novorosíisk                | 454*                   | Novorosíisk — Ufá                |
| 455*                   | Cheliábinsk — Novorosíisk        | 456*                   | Novorosíisk — Cheliábinsk        |
| 457*                   | Cheliábinsk — Anapa              | 458*                   | Anapa — Cheliábinsk              |
| 461*                   | Ufá — Ádler                      | 462*                   | Ádler — Ufá                      |
| 463*                   | Samara — Ádler                   | 464*                   | Ádler - Samara                   |
| 465*                   | Astracán — Ádler                 | 466*                   | Ádler — Astracán                 |
| 467*                   | Smolensk — Ádler                 | 468*                   | Ádler - Smolensk                 |
| 469*                   | Sarátov — Novorosíisk            | 470*                   | Novorosíisk — Sarátov            |
| 471*                   | Moscú — Ádler                    | 472*                   | Ádler — Moscú                    |
| 473*                   | Samara — Anapa                   | 474*                   | Anapa - Samara                   |
| 475*                   | Kazán — Ádler                    | 476*                   | Ádler - Kazán                    |
| 481*                   | Moscú — Novorosíisk              | 482*                   | Novorosíisk — Moscú              |
| 483*                   | Astaná — Ádler                   | 484*                   | Ádler — Astaná                   |
| 493*                   | Uliánovsk — Anapa                | 494*                   | Anapa — Uliánovsk                |
| 497*                   | Izhevsk — Ádler                  | 498*                   | Ádler — Izhevsk                  |
| 501*                   | Kírov — Anapa                    | 502*                   | Anapa — Kírov                    |
| 503*                   | Ufá — Anapa                      | 504*                   | Anapa — Ufá                      |
| 505*                   | Sarátov — Ádler                  | 506*                   | Ádler — Sarátov                  |
| 509*                   | Kazán — Novorosíisk              | 510*                   | Novorosíisk — Kazán              |
| 511*                   | Moscú — Ádler                    | 512*                   | Ádler — Moscú                    |
| 513*                   | Tambov — Anapa                   | 514*                   | Anapa — Tambov                   |
| 519*                   | Orsk — Anapa                     | 520*                   | Anapa — Orsk                     |
| 521*                   | Ekaterimburgo — Novorosíisk      | 522*                   | Novorosíisk — Ekaterimburgo      |
| 523*                   | Kurgán — Anapa                   | 524*                   | Anapa — Kurgán                   |
| 525*                   | Astracán — Ádler                 | 526*                   | Ádler — Astracán                 |
| 529*                   | Izhevsk — Anapa                  | 530*                   | Anapa — Izhevsk                  |
| 531*                   | Kírov — Ádler                    | 532*                   | Ádler — Kírov                    |
| 533*                   | Moscú — Ádler                    | 534*                   | Ádler — Moscú                    |
| 535*                   | Smolensk — Anapa                 | 536*                   | Anapa — Smolensk                 |
| 537*                   | Sarátov — Anapa                  | 538*                   | Anapa — Sarátov                  |
| 545*                   | Orsk — Ádler                     | 545*                   | Ádler — Orsk                     |
| 547*                   | Ekaterimburgo — Anapa            | 548*                   | Anapa — Ekaterimburgo            |
| 607*                   | Vladikavkaz — Anapa              | 608*                   | Anapa — Vladikavkaz              |
| 641                    | Rostov del Don — Ádler           | 642                    | Ádler — Rostov del Don           |
| 677                    | Vladikavkaz — Novorosíisk        | 678                    | Novorosíisk — Vladikavkaz        |
| 803 "Lastochka"        | Krasnodar — Ádler                | 804 "Lastochka"        | Ádler — Krasnodar-I              |